# What Are You Going Through
What Are You Going Through é um romance de 2020 da escritora estadunidense Sigrid Nunez publicado pela Riverhead Books em 2020. Em 2024, foi adaptado para o filme The Room Next Door, do cineasta espanhol Pedro Almodóvar.

## Antecedentes e escrita
O título do romance vem de um ensaio da escritora francesa Simone Weil de seu livro Waiting For God. O romance foi publicado durante a pandemia de COVID-19, embora Nunez tenha escrito o livro antes de começar. Como seu livro anterior, The Friend, o livro envolve um suicídio. Apesar da dificuldade dos temas explorados em seus livros, Nunez inclui deliberadamente momentos cômicos em todo o seu trabalho e disse que "quando [a comédia] é deixada de fora de uma obra, algo essencial está faltando".

## Recepção
No geral, o romance recebeu críticas positivas, de acordo com o site agregador de resenhas literárias Book Marks. Heller McAlpin, escrevendo para a NPR, elogiou o romance como um "[...] lembrete profundamente humano do grande consolo da companhia e da literatura". Os críticos compararam o livro favoravelmente a The Friend, de Nunez. McAlpin se referiu ao livro como uma "continuação digna" e "peça complementar" ao livro de 2018. Dwight Garner, escrevendo para o The New York Times, fez uma comparação semelhante e elogiou o livro como "[...] tão bom quanto The Friend, se não melhor."
Joan Frank, do The Washington Post, observa que "alguém é movido pelo escopo e pela essência da ambição deste romance, pois ele aborda nossas maiores questões ao nomear o particular — a maneira como os moribundos recitaram o que importava para eles no filme icônico de Wim Wenders Der Himmel über Berlin. Mas o mais impressionante pode ser como o narrador de Nunez se transfigura, por meio de uma compaixão cada vez mais profunda, de um observador irônico e circunspecto em alguém atormentado pelo amor infeliz por seu amigo desaparecido [...] Ainda assim, é o aqui e agora de What Are You Going Through que nos atinge, seus testemunhos semelhantes a corais, seu réquiem preventivo." Anri Wheeler, do The Boston Globe, conclui descrevendo como "No final, Nunez deixa algumas das maiores questões do leitor sem resposta. O que importa, como na pergunta de Weil que abre o livro, é a pergunta. Ao fazer isso, o significado é criado. O narrador e, por sua vez, o leitor, são transformados."

## Adaptação
What Are You Going Through foi transformado em um filme renomeado The Room Next Door. Foi escrito e dirigido pelo cineasta espanhol Pedro Almodóvar em sua estreia em longa-metragem em inglês. É estrelado por Tilda Swinton e Julianne Moore ao lado de John Turturro e Alessandro Nivola. Foi premiado com o Leão de Ouro, o prêmio máximo do Festival de Cinema de Veneza.